# Seibei Kadžima

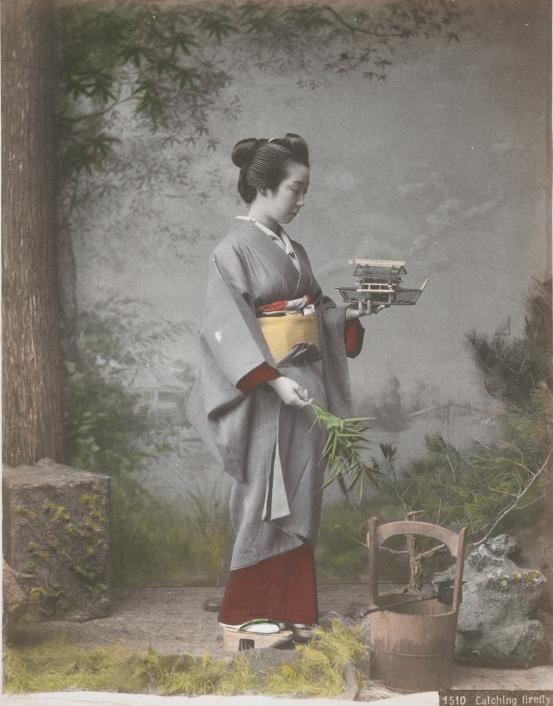
Známá gejša Ecu Kadžima zvaná Ponta, modelka a manželka Seibitei Kadžimy

Seibei Kadžima (鹿島 清兵衛 Kadžima Seibei, 1866 – 6. srpna 1924) byl japonský fotograf aktivní v období Meidži. Přestože byl adoptovaným dítětem bohatého obchodníka, odešel z domu, protože uzavřel sňatek s oblíbenou gejšou Pontou v Šimbaši, a z amatérské fotografie učinil svou hlavní podnikatelskou činnost. Při manipulaci se střelným prachem byl nešťastně zraněn, musel fotografování zanechat a stal se učitelem hry na flétnu. Jeho žena Ponta jej v životě podporovala zpěvem a tancem. Nekonvenční pár Ecu a Seibei sloužil jako prototypy pro román Sto příběhů (Hyakumonogatari), jejímž autorem je spisovatel Ógai Mori (jap. 百物語).

## Životopis
Narodil se v roce 1866 jako Masanosuke, druhý syn Kijoemona Kadžimy, velkoobchodníka ve městě Kita Tomita, Osaka. Ve čtyřech letech byl adoptován bohatým obchodníkem v Jokkaiči-čo, Reidžimadžima, Tokiu (nyní Šinkawa). Rodina měla ještě dceru jménem Nobu a Seibei byl vychován jako její manžel. Rodina Kadžimů patřila k nejbohatším obchodníkům v éře Meidži, přičemž pronajímala a prodávala domy.
V roce 1885 požádal fotografa Reidži Esakiho o soukromou lekci a jeden a půl roku pracoval jako jeho asistent.
V květnu 1889 se setkal s britský inženýrem a fotografem Williamem Kinnimondem Burtonem, který přišel do Japonska v roce 1887. Burton publikoval několik technických prací o fotografii a přispěl k zavedení japonské kultury na Západ zasláním japonských fotografií do různých londýnských časopisů. Hodně také propagoval práce začínajících japonských fotografů v Británii, jako byli například Kazumasa Ogawa, a koneckonců také Seibei Kadžima.
Kadžima postavil vlastní fotografické studio, importoval požadované vybavení a uspořádal výstavu svých velkoformátových fotografií v zahraničí. Také na žádost Meijiya Isono fotografoval reklamní plakát na pivo se svou oblíbenou modelkou Pontou a Meijiya ho vystavil na domácí výstavě. V roce 1895 otevřel dvoupodlažní studio ve stylu “Genkakan” pod svého mladšího bratra, Seisaburo. Fotografické studio s plochou 150 metrů bylo vybaveno výtahem a rotujícím pódiem a také obloukovou lampou s 2 500 svíčkami, díky kterému šlo pracovat i v noci. Kromě toho poslal svého bratra Seisabura studovat do zahraničí do Londýna.
V roce 1905, když byla japonsko-ruská válka na dobré cestě k vítězství, byl Kadžima požádán o provedení jevištního efektu během divadelní hry. Ten si však kvůli své neopatrnosti při práci se střelným prachem popálil ruku a přišel o palec. Poté uzavřel fotografické studio a začal se věnovat výuce hry na flétnu. Jeho žena Ecu (Ponta) pokračovala ve zpěvu a tanci a podporovala jeho život poplatky za výkon a poplatky za výuku. Díky svým dovednostem Ecu vydělala rodina 500 jenů měsíčně (průměrný plat úředníka v těchto letech činil 150 jenů). Spolu měli 12 dětí, z nichž dvě zemřely v dětství. Jeden z jejich synů se stal hercem. Nejstarší dcera Kuni spolupracovala s režisérem Cuboučim Šójem (Cubouči Šójó) a stala se specialistkou na tanec a anglickou literaturu.
V roce 1924 zemřel ve věku 58 let. Následující rok zemřela jeho žena Ecu.

## Výstavy
V roce 2019 sponzorovala firma Fujifilm výstavu v Muzeu historie fotografie o jeho práci a odkazu, nazvanou „Příběh Seibei Kadžima, milionářského fotografa v období Meidži.“ Tato výstava představila Kadžimu jako průkopníka v japonské portrétní a krajinářské fotografii, který vyvinul nové techniky, například tím, že vymýšlel velkoformátové fotoaparáty pro pořizování nadměrných fotografií, experimentoval s rentgenovými paprsky a využíval hořčíkový blesk k fotografování v noci.

## Galerie

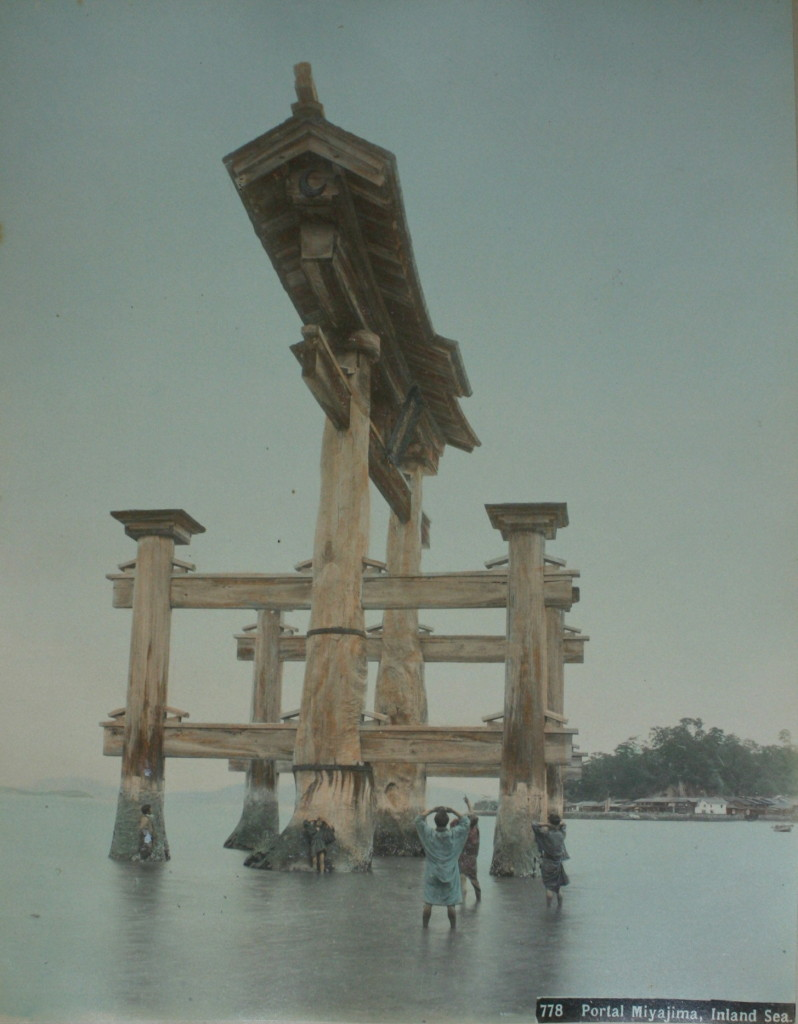
Tradiční japonská brána torii, Svatyně Icukušima
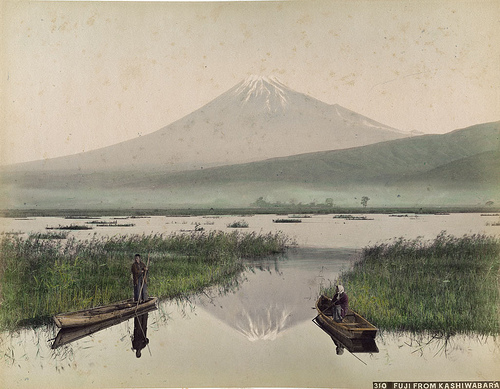
Pohled na horu Fuji z Kashiwabara, asi 1890
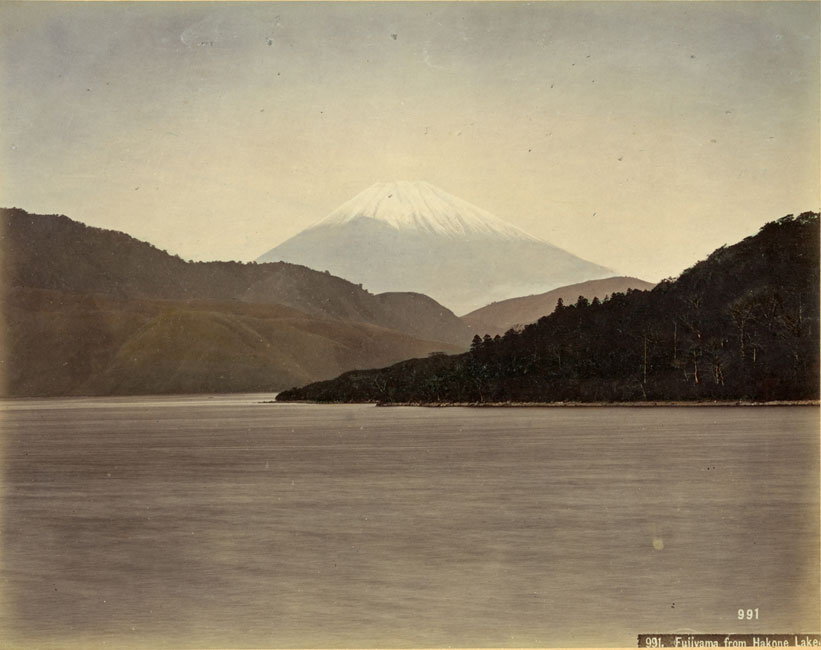
Hora Fuji od jezera Aši, 1890–1900
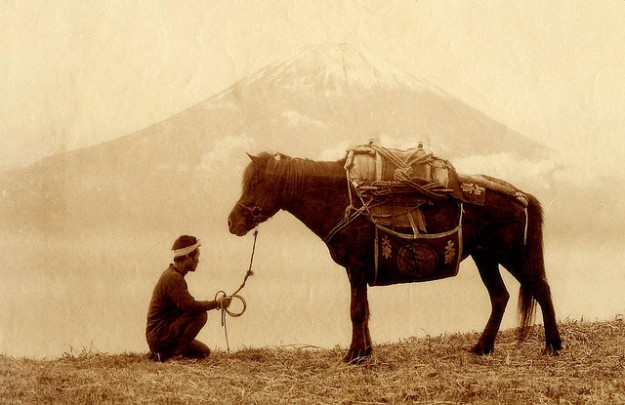
Kůň s jezdcem s horou Fuji v pozadí, 1890–1900
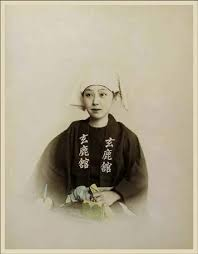
Pravděpodobně gejša, 1890–1900